# آشپزخانه عالی هندی
آشپزخانه عالی هندی (انگلیسی: The Great Indian Kitchen) فیلم درام هندی مالایالم-زبان، محصول سال ۲۰۲۱ است که توسط جئو بیبی نوشته و کارگردانی شد. فیلم ماجرای زنی (با بازی نیمیشا ساجایان) را نشان می‌دهد که تازه ازدواج کرده‌است و سعی می‌کند همسری مطیع باشد، همان جوری که شوهر (با بازی سوراج ونجارامودو) و خانواده اش از او انتظار دارند.
فیلم در روز ۱۵ ژانویه ۲۰۲۱ به نمایش گذاشته شد. در سال ۲۰۲۳، نسخه بازساخته این فیلم به زبان تامیل با همین عنوان با بازی آیشواریا راجش و راهول راویندران منتشر شد. نسخه دیگری از این فیلم با بازی سانیا مالهوترا و انگاد بدی که در مرحله پیش تولید قرار دارد و به زبان هندی می‌باشد، در حال ساخت است.